# Albert Hall
Albert Hall (Brighton, 10 novembre 1937) è un attore statunitense.

## Biografia
Interprete di 73 film, il suo ruolo più famoso è quello del capitano della nave di Apocalypse Now (1979), diretto da Francis Ford Coppola.
Hall ha lavorato anche con Spike Lee per Malcolm X (1992), interpretando il ruolo di Baines, e con Michael Mann per Alì (2001), interpretando il ruolo di Elijah Muhammad.

## Filmografia parziale

### Cinema
- Pupe calde e mafia nera (Cotton Comes to Harlem), regia di Ossie Davis (1970) - Non accreditato
- Apocalypse Now, regia di Francis Ford Coppola (1979)
- Stati di alterazione progressiva (Trouble in Mind), regia di Alan Rudolph (1985)
- Betrayed - Tradita (Betrayed), regia di Costa-Gavras (1988)
- I favolosi Baker (The Fabulous Baker Boys), regia di Steve Kloves (1989)
- Music Box - Prova d'accusa (Music Box), regia di Costa Gavras (1989)
- Malcolm X, regia di Spike Lee (1992)
- Il diavolo in blu (Devil in a Blue Dress), regia di Carl Franklin (1995)
- Il maggiore Payne (Major Payne), regia di Nick Castle (1995)
- La grande promessa (The Great White Hype), regia di Reginald Hudlin (1996)
- Il coraggio della verità (Courage Under Fire), regia di Edward Zwick (1996)
- Bus in viaggio (Get on the Bus), regia di Spike Lee (1996)
- Beloved, regia di Jonathan Demme (1998)
- Alì, regia di Michael Mann (2001)
- Il mistero delle pagine perdute (National Treasure: Book of Secrets), regia di Jon Turteltaub (2007)
- Cuori di vetro (Not Easily Broken), regia di Bill Duke (2009)

### Televisione
- Kojak - serie TV, 1 episodio (1975)
- M*A*S*H - serie TV, 1 episodio (1976)
- Miami Vice - serie TV, 1 episodio (1986)
- Star Trek: The Next Generation - serie TV, episodio 3x06 (1989)
- 24 - serie TV, 4 episodi (2004)
- Thief - Il professionista (Thief) - serie TV, 4 episodi (2006)
- Revelations – serie TV, 6 episodi (2006)
- Grey's Anatomy - serie TV, episodio 2x23 (2006)
- Private Practice - serie TV, 1 episodio (2010)

## Doppiatori italiani
Nelle versioni in italiano delle opere in cui ha recitato, Albert Hall è stato doppiato da:
- Michele Gammino in Apocalypse Now, Viaggio all'inferno, Malcolm X
- Franco Zucca in 24, Revelations, Private Practice
- Raffaele Uzzi in Betrayed - Tradita, La recluta dell'anno
- Cesare Barbetti in Star Trek: The Next Generation
- Massimo De Ambrosis ne Il diavolo in blu
- Giancarlo Padoan ne Il maggiore Payne
- Ernesto Maria Rossi in Ally McBeal (ep. 1x23)
- Marco Balbi in Ally McBeal
- Vittorio Bestoso in Thief - Il professionista
- Saverio Moriones ne Il mistero delle pagine perdute
- Pasquale Anselmo in Apocalypse Now Redux (ridoppiaggio)